# Ferraz de Vasconcelos
Ferraz de Vasconcelos – miasto i gmina w Brazylii, w stanie São Paulo. Znajduje się w mezoregionie Metropolitana de São Paulo i mikroregionie Mogi das Cruzes.